# Runemagick
Runemagick é uma banda de death metal sueca.

## Membros
- Nicklas Rudolfsson - guitarra, vocal
- Emma Rudolfsson - baixo
- Daniel Moilanen - bateria
- Jonas Blom - guitarra

## Discografia
- Fullmoon Sodomy (Demo, 1992)
- The Supreme Force of Eternity (1998)
- Enter the Realm of Death (1998)
- Resurrection in Blood (1999)
- Dark Live Magick (Ao Vivo, 2001)
- Ancient Incantations - (Material demo 7", 2001)
- Requiem of the Apocalypse (2002)
- Moon of the Chaos Eclipse (2002)
- Doomed (Split with Lord Belial), 2002)
- Darkness Death Doom (2003)
- Darkness Death Doom / Pentagram  (2 CDs, 2003)
- On Funeral Wings (2004)
- Envenom (2005)
- Black Magick Sorceress (EP, 2005)
- Invocation of Magick (2006)
- Dawn of the End (2007)